# Basílio Apocauco
Basílio Apocauco (em grego: Βασίλειος Ἀπόκαυκος/Ἀπόκαυχος; romaniz.: Basíleios Apókaukos/Apókauchos) foi um governador bizantino do Peloponeso na virada do século XI.

## Vida

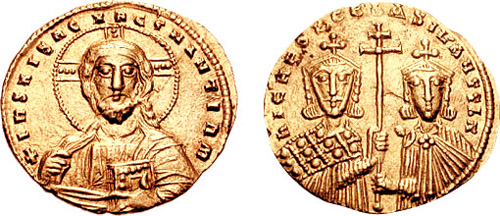
Histameno do imperador bizantino r. e seu afilhado r.

Basílio é principalmente mencionado na hagiografia de São Nicão, o Metanoíta. Provavelmente veio do Peloponeso e é o primeiro membro dos Apocaucos a ser registrado, uma família cujos membros estariam ativos séculos depois. É possível, contudo, com base em comentários adicionados pelo bispo Miguel de Deábolis à história de João Escilitzes, que ele, na verdade, era membro da Família Apocapes, e que as duas família eram a mesma. Em 996, segundo a hagiografia, era pretor (governador civil sob o estratego temático) do Peloponeso em Corinto, quando foi convocado para guardar o istmo de Corinto e evitar que o imperador búlgaro Samuel (r. 997–1014), que invadira a Grécia, entrasse no Peloponeso. Basílio supostamente foi tomado por grande temor, e Nicão foi enviado para "curá-lo" disso. Algum tempo após a morte de Nicão em 1000, Basílio tornou-se estratego - evidentemente do Peloponeso - e visitou seu túmulo, onde orou. Dois de seus filhos, Gregório e outro de nome desconhecido, foram capturados em algum momento desconhecido pelos búlgaros, e só foram libertados em 1014 pelo imperador bizantino Basílio II (r. 976–1025).